# استانيسلاو أرغوتي
استانيسلاو أرغوتي (بالإسبانية: Estanislao Argote) هو لاعب كرة قدم إسباني في مركز نصف الجناح، ولد في 21 أكتوبر 1956 في سان سيباستيان في إسبانيا. شارك مع منتخب إسبانيا ب لكرة القدم ‏ ومنتخب إسبانيا لكرة القدم. أما مع النوادي، فقد لعب مع أتلتيك بيلباو ب وأتلتيك بيلباو.

## وصلات خارجية
- استانيسلاو أرغوتي على موقع قاعدة بيانات كرة القدم.إي يو (الإنجليزية)
- استانيسلاو أرغوتي على موقع ناشيونال فوتبول تيمز (الإنجليزية)